# Rugby-Union-Afrikameisterschaft 2013
Die Rugby-Union-Afrikameisterschaft 2013 (englisch 2013 Rugby Africa Cup, französisch Coupe d’Afrique de rugby à XV 2013) der Division 1 war die 13. Ausgabe der afrikanischen Kontinentalmeisterschaft in der Sportart Rugby Union. Die 14 beteiligten Teams waren in zwei Vierer- und eine Sechsergruppe aufgeteilt. Darüber hinaus bestand ein System mit Auf- und Absteigern. Den Afrikameistertitel gewann zum zweiten Mal Kenia.
Der Wettbewerb war Bestandteil der Qualifikation für die Weltmeisterschaft 2015. Parallel dazu fand ein Turnier der zweiten Division statt.

## Division 1

### Division 1A
Halbfinale
| 10. Juli 2013 | Kenia | 52 : 11 | Uganda | Stade Municipal de Mahamasina, Antananarivo |
| 10. Juli 2013 |       |         |        | Stade Municipal de Mahamasina, Antananarivo |

| 10. Juli 2013 | Madagaskar | 18 : 38 | Simbabwe | Stade Municipal de Mahamasina, Antananarivo |
| 10. Juli 2013 |            |         |          | Stade Municipal de Mahamasina, Antananarivo |

Spiel um Platz 3
| 14. Juli 2013 | Uganda | 32 : 48 | Madagaskar | Stade Municipal de Mahamasina, Antananarivo |
| 14. Juli 2013 |        |         |            | Stade Municipal de Mahamasina, Antananarivo |

Finale
| 14. Juli 2013 | Kenia | 29 : 17 | Simbabwe | Stade Municipal de Mahamasina, Antananarivo |
| 14. Juli 2013 |       |         |          | Stade Municipal de Mahamasina, Antananarivo |

Kenia wurde Afrikameister, Uganda stieg in die Division 1B ab.

### Division 1B
Halbfinale
| 11. Juni 2013 | Senegal | 12 : 35 | Namibia | Stade Iba-Mar-Diop, Dakar |
| 11. Juni 2013 |         |         |         | Stade Iba-Mar-Diop, Dakar |

| 11. Juni 2013 | Botswana | 12 : 43 | Tunesien | Stade Iba-Mar-Diop, Dakar |
| 11. Juni 2013 |          |         |          | Stade Iba-Mar-Diop, Dakar |

Spiel um Platz 3
| 11. Juni 2013 | Senegal | 41 : 5 | Botswana | Stade Iba-Mar-Diop, Dakar |
| 11. Juni 2013 |         |        |          | Stade Iba-Mar-Diop, Dakar |

Finale
| 11. Juni 2013 | Namibia | 45 : 13 | Tunesien | Stade Iba-Mar-Diop, Dakar |
| 11. Juni 2013 |         |         |          | Stade Iba-Mar-Diop, Dakar |

Namibia stieg in die Division 1A auf.

### Division 1C
Für einen Sieg gab es vier Punkte, für ein Unentschieden zwei Punkte, bei einer Niederlage null Punkte. Je einen Bonuspunkt gab es für das Erzielen von vier Versuchen oder bei einer Niederlage mit sieben oder weniger Spielpunkten Unterschied.
|    | Land           | Spiele | Siege | Unent. | Ndlg. | Spiel- punkte | Diff. | Bonus- punkte | Tabellen- punkte |
| -- | -------------- | ------ | ----- | ------ | ----- | ------------- | ----- | ------------- | ---------------- |
| 1. | Elfenbeinküste | 3      | 3     | 0      | 0     | 178:21        | + 157 | 3             | 15               |
| 2. | Marokko        | 3      | 2     | 0      | 1     | 130:29        | + 101 | 2             | 10               |
| 3. | Nigeria        | 3      | 2     | 0      | 1     | 116:51        | + 65  | 2             | 10               |
| 4. | Sambia         | 3      | 1     | 0      | 2     | 43:142        | − 99  | 1             | 5                |
| 5. | Niger          | 3      | 0     | 0      | 3     | 40:120        | − 80  | 0             | 4                |
| 6. | Mauritius      | 3      | 0     | 0      | 3     | 19:163        | − 144 | 0             | 0                |

| 23. Juni 2013 | Marokko | 77 : 3 | Niger | Institut national polytechnique, Yamoussoukro |
| 23. Juni 2013 |         |        |       | Institut national polytechnique, Yamoussoukro |

| 23. Juni 2013 | Elfenbeinküste | 77 : 3 | Sambia | Institut national polytechnique, Yamoussoukro |
| 23. Juni 2013 |                |        |        | Institut national polytechnique, Yamoussoukro |

| 23. Juni 2013 | Mauritius | 3 : 63 | Nigeria | Institut national polytechnique, Yamoussoukro |
| 23. Juni 2013 |           |        |         | Institut national polytechnique, Yamoussoukro |

| 26. Juni 2013 | Elfenbeinküste | 83 : 3 | Mauritius | Institut national polytechnique, Yamoussoukro |
| 26. Juni 2013 |                |        |           | Institut national polytechnique, Yamoussoukro |

| 26. Juni 2013 | Marokko | 38 : 8 | Nigeria | Institut national polytechnique, Yamoussoukro |
| 26. Juni 2013 |         |        |         | Institut national polytechnique, Yamoussoukro |

| 26. Juni 2013 | Sambia | 30 : 21 | Niger | Institut national polytechnique, Yamoussoukro |
| 26. Juni 2013 |        |         |       | Institut national polytechnique, Yamoussoukro |

| 29. Juni 2013 | Sambia | 10 : 45 | Nigeria | Institut national polytechnique, Yamoussoukro |
| 29. Juni 2013 |        |         |         | Institut national polytechnique, Yamoussoukro |

| 29. Juni 2013 | Mauritius | 13 : 17 | Niger | Institut national polytechnique, Yamoussoukro |
| 29. Juni 2013 |           |         |       | Institut national polytechnique, Yamoussoukro |

| 29. Juni 2013 | Marokko | 15 : 18 | Elfenbeinküste | Institut national polytechnique, Yamoussoukro |
| 29. Juni 2013 |         |         |                | Institut national polytechnique, Yamoussoukro |

## Division 2

### Gruppe A
Für einen Sieg gab es vier Punkte, für ein Unentschieden zwei Punkte, bei einer Niederlage null Punkte. Je einen Bonuspunkt gab es für das Erzielen von vier Versuchen oder bei einer Niederlage mit sieben oder weniger Spielpunkten Unterschied.
|    | Land         | Spiele | Siege | Unent. | Ndlg. | Spiel- punkte | Diff. | Bonus- punkte | Tabellen- punkte |
| -- | ------------ | ------ | ----- | ------ | ----- | ------------- | ----- | ------------- | ---------------- |
| 1. | Niger        | 3      | 3     | 0      | 0     | 94:17         | + 77  | 1             | 13               |
| 2. | Burkina Faso | 3      | 2     | 0      | 1     | 82:29         | + 53  | 1             | 9                |
| 3. | Mali         | 3      | 2     | 0      | 1     | 56:38         | + 18  | 1             | 9                |
| 4. | Togo         | 3      | 1     | 0      | 2     | 82:32         | + 50  | 2             | 6                |
| 5. | Ghana        | 3      | 1     | 0      | 2     | 12:68         | − 46  | 0             | 4                |
| 6. | Benin        | 3      | 0     | 0      | 3     | 0:152         | − 152 | 0             | 0                |

| 3. Juni 2013 | Niger | 48 : 0 | Benin | General-Seyni-Kountché-Stadion, Niamey |
| 3. Juni 2013 |       |        |       | General-Seyni-Kountché-Stadion, Niamey |

| 3. Juni 2013 | Ghana | 13 : 11 | Togo | General-Seyni-Kountché-Stadion, Niamey |
| 3. Juni 2013 |       |         |      | General-Seyni-Kountché-Stadion, Niamey |

| 3. Juni 2013 | Burkina Faso | 13 : 23 | Mali | General-Seyni-Kountché-Stadion, Niamey |
| 3. Juni 2013 |              |         |      | General-Seyni-Kountché-Stadion, Niamey |

| 6. Juni 2013 | Ghana | 3 : 29 | Niger | General-Seyni-Kountché-Stadion, Niamey |
| 6. Juni 2013 |       |        |       | General-Seyni-Kountché-Stadion, Niamey |

| 6. Juni 2013 | Mali | 19 : 8 | Togo | General-Seyni-Kountché-Stadion, Niamey |
| 6. Juni 2013 |      |        |      | General-Seyni-Kountché-Stadion, Niamey |

| 6. Juni 2013 | Burkina Faso | 41 : 0 | Benin | General-Seyni-Kountché-Stadion, Niamey |
| 6. Juni 2013 |              |        |       | General-Seyni-Kountché-Stadion, Niamey |

| 10. Juni 2013 | Ghana | 6 : 28 | Burkina Faso | General-Seyni-Kountché-Stadion, Niamey |
| 10. Juni 2013 |       |        |              | General-Seyni-Kountché-Stadion, Niamey |

| 10. Juni 2013 | Niger | 17 : 14 | Mali | General-Seyni-Kountché-Stadion, Niamey |
| 10. Juni 2013 |       |         |      | General-Seyni-Kountché-Stadion, Niamey |

| 10. Juni 2013 | Togo | 63 : 0 | Benin | General-Seyni-Kountché-Stadion, Niamey |
| 10. Juni 2013 |      |        |       | General-Seyni-Kountché-Stadion, Niamey |

Turniersieger Niger nahm rund drei Wochen später auch am Turnier der Division 1C teil.

### Gruppe B
Das Turnier der Gruppe B hätte vier Nationalmannschaften umfassen sollen. Swasiland und Tansania zogen sich jedoch zurück, sodass es nur zu einer Begegnung zwischen Ruanda und Burundi kam.
| 22. Juni 2013 | Ruanda | 20 : 0 | Burundi | Stade Amahoro, Kigali |
| 22. Juni 2013 |        |        |         | Stade Amahoro, Kigali |